# Forcipomyia hybrida
Forcipomyia hybrida är en tvåvingeart som beskrevs av Remm 1980. Forcipomyia hybrida ingår i släktet Forcipomyia och familjen svidknott.
Artens utbredningsområde är Tadzjikistan. Inga underarter finns listade i Catalogue of Life.